# Rafael Miguel Catalá Lucas
|  | Per a altres significats, vegeu «Rafael Català (desambiguació)». |

Rafael Miguel Catalá Lucas   (Nules, 29 de setembre de 1926 - València, 12 de setembre de 2000) conegut amb el pseudònim de Karpa, va ser un dibuixant de còmics infantils, un dels més importants de l'Escola Valenciana de còmic. És conegut sobretot pel personatge Jaimito, que es va publicar en la revista del mateix nom, Jaimito.

## Biografia
Professor titulat per la Reial Acadèmia de Belles Arts de Sant Carles de València, va continuar el personatge original del dibuixant Miguel Martínez Verlichi (Palmer), aconseguint grans cotes de popularitat des de 1947.
Uns altres personatges que va dibuixar van ser:
- En la revista Jaimito: La familia Cañamón, Bolita i El Profesor.
- En la revista Pumby: Bolita, Simbad el Marino, Cangurito, Pulgarín, Jimmy, Flechita i Perico Fantasías.

Destaca entre la seua àmplia trajectòria artística, l'adaptació en 1979 de la pel·lícula La guerra dels mons, de George Pal, dirigida per Byron Haskin.
També va conrear altres camps de l'art gràfic, com el disseny de conegudes campanyes publicitàries per a la sanitat pública, dissenys d'identitat corporativa, etc. Així mateix, és molt àmplia la seua producció pictòrica, destacant pels seus retrats de marcada tendència impressionista. L'any 1992 li va ser atorgada la medalla d'or al mèrit cultural concedida per la Generalitat Valenciana a tota la seua carrera com a dibuixant. Va estar en actiu fins al final de la seua vida.